# Guillaume Quesque
Guillaume Quesque (né le 29 avril 1989 à Paris) est un joueur français de volley-ball. Il mesure 2,03 m et joue réceptionneur-attaquant. Il totalise 28 sélections en équipe de France.

## Clubs
| Club                   | De           | À            |
| ---------------------- | ------------ | ------------ |
| Tours VB               | 2008-2009    | 2009-2010    |
| Montpellier UC         | 2010-2011    | 2011-2012    |
| Pallavolo Modène       | 2012-2013    | février 2014 |
| Iaroslavitch Iaroslavl | février 2014 | mai 2014     |
| Jastrzębski Węgiel     | 2014-2015    | 2014-2015    |
| Fenerbahçe Istanbul SK | 2015-2016    | 2017-2018    |
| Halkbank Ankara        | 2018-2019    | 2018-2019    |
| SC Police              | 2019-2020    | 2019-2020    |
| GFCO Ajaccio VB        | 2020-2021    | en cours     |

## Palmarès

### En sélection nationale
- Ligue mondiale (2)
  -  : 2015, 2017.
- Championnat d'Europe U21 (1)
  -  : 2008.
- Championnat du monde U19
  -  : 2007.
- Championnat d'Europe U19 (1)
  -  : 2007.

### En club
- Championnat de France (1)
  - Vainqueur : 2010.
  - Troisième : 2009.
- Coupe de France (2)
  - Vainqueur : 2009, 2010.
- Championnat de Turquie
  - Troisième : 2017.
- Coupe de Turquie (1)
  - Vainqueur : 2017.
- Supercoupe de Turquie (2)
  - Vainqueur : 2017, 2018.
- Supercoupe du Qatar
  - Finaliste : 2019.
- Championnat des clubs du Golfe (1)
  - Vainqueur : 2020.

### Distinctions individuelles
- 2007 : Championnat d'Europe U19 — MVP